# Django sfida Sartana
Django sfida Sartana è uno film del 1970 di genere western all'italiana e diretto da Pasquale Squitieri (accreditato come William Redford).
 Come era pratica di quegli anni, nella trama di questo film furono aggiunti i personaggi di Django e Sartana seppure non facciano parte delle serie "canoniche" dei personaggi.

## Trama
Django, un cacciatore di taglie, lascia Stonecity per cercare "Il Corvo", un bandito che terrorizza la zona. Nel frattempo arriva in città Sartana, un altro cacciatore di taglie. 

Django trova suo fratello impiccato

Visto che Django non è in paese, Steve, il fratello minore di Django, viene incaricato dal direttore della banca, che teme di subire una rapina da parte di Sartana, di offrirgli dei soldi. Sartana si offende di questa offerta, e manda via Steve. Nel frattempo il direttore della banca viene trovato morto dai suoi uomini, e la nipote rapita. Uno degli uomini del direttore della banca dice che le sue ultime parole sono state "Steve" e "Sartana". Inoltre la banca viene svaligiata, così per tutti i cittadini, che avevano visto Steve e Sartana insieme, inizia una caccia all'uomo. Steve viene trovato ubriaco in un bordello, e subito linciato sul posto. Quando Django torna in città, trova suo fratello ancora appeso alla forca, e, non credendo alle accuse mosse contro di lui, va alla ricerca di Sartana. 

Un cercatore d'oro può sapere dove trovare Sartana...

Trovatolo inizia un combattimento corpo a corpo, Sartana gli rivela però di aver ricevuto un'offerta dal fratello, così Django inizia a credere alla buona fede di Sartana. Per capire chi dei due ha effettivamente ragione, aprono la tomba del direttore della banca e la trovano vuota. Allora vanno in Messico, dove si parla di un gringo appena giunto e ricchissimo. Giunti alla fazenda, si scopre che è effettivamente il direttore della banca. Django allora libera la nipote rapita, l'unica che potesse scagionare la memoria del fratello, ma viene catturato e torturato. Sartana interviene dall'esterno della fazenda, salva Django e recupera il bottino della rapina. Completata la vendetta con l'uccisione del direttore, che Django aveva in un primo tempo risparmiato, salvo poi abbatterlo dopo un estremo tentativo di questi di ucciderlo, i due amici lasciano la fazenda, andando ognuno per la propria strada.

## Distribuzione
All'estero il film è uscito come:

La tortura del ballo del bisonte

- Django Against Sartana / Django Challenges Sartana / Django Defies Sartana (USA)
- Django desafía a Sartana (Spagna)
- Savuavat revolverit (Finlandia)